# Eridacnis sinuans
Eridacnis sinuans är en hajart som först beskrevs av Smith 1957.  Eridacnis sinuans ingår i släktet Eridacnis och familjen Proscylliidae. IUCN kategoriserar arten globalt som livskraftig. Inga underarter finns listade i Catalogue of Life.